# Лаврентьєво (Темниковський район)
Лавре́нтьєво (рос. Лаврентьево, ерз. Лаврентьево) — село у складі Темниковського району Мордовії, Росія. Входить до складу Бабеєвського сільського поселення.
Населення — 105 осіб (2010; 158 у 2002).
Національний склад (станом на 2002 рік):
- росіяни — 87 %